# Eurydameia
Eurydameia (altgriechisch Εὐρυδάμεια Eurydámeia) ist eine Frauengestalt der griechischen Mythologie.
Eurydameia war eine Tochter des Phyleus und damit Enkelin des Augias, Königs von Elis. Sie heiratete den korinthischen Seher Polyidos und hatte mit ihm zwei Söhne, Euchenor und Kleitos, die sich am Zug der Epigonen gegen Theben beteiligten. Euchenor fiel vor Troja.